# Ashley Rickards
Ashley Nicole Rickards (Sarasota, 4 de maig de 1992) és una actriu estatunidenca. És coneguda principalment per interpretar a Mandy, una nena autista al film independent Fly Away, tenir un paper recurrent al drama One Tree Hill de The CW i ser la protagonista de la sèrie de MTV Awkward des del 2011.

## Biografia
Va estudiar a una escola local de la zona on, amb 13 anys, va experimentar la seva primera experiència en el món de l'actuació en una òpera. Rickards va graduar-se a l'institut amb només 15 anys. Forma part de Mensa International, una organització internacional per a persones amb un alt quocient intel·lectual. Després de participar en una exhibició local per a persones amb talent organitzat per Lou Pearlman, Ashley Rickards va mudar-se a Los Angeles on va aconseguir un equip de representants. Després de graduar-se, l'Ashley va començar a participar en un bon nombre de papers menors. Després d'haver participat com a estrella invitada en diferents curtmetratges, va aconseguir un paper al conegut drama adolescent One Tree Hill de The CW. Va interpretar a Samantha Walker, una noia problemàtica que s'escapa de la seva casa d'acollida, durant la sisena temporada. Tot i que Ashley Rickards no coneixia la sèrie abans d'audicionar-hi, l'actriu va dir que n'havia après molt, des de tècniques d'actuació fins a diferents maneres de gravar. El seu personatge no va repetir a la següent temporada, mentre que l'actriu, el mateix any, va aconseguir un paper menor a la pel·lícula El jugador, suposant el seu debut al cinema.
Rickards va passar gran part del 2009 participant en diferents audicions mentre que un possible rol protagonista a Dirty Girl que li havien proposat va fracassar. El 2010 va aparèixer en un episodi d' Outlaw, un drama legal. El mateix any va audicionar per al paper protagonista del drama adolescent Awkward. Inicialment va ser rebutjada, però el seu mànager Adam Griffin va enviar als productors una cinta que Rickards havia preparat per Fly Away per demostrar-los que Ashley podia fer qualsevol cosa. L'actriu va acabar aconseguint els dos papers (el d'Awkward i el de Fly Away). Va filmar el pilot d'Awkward i posteriorment va gravar Fly Away on interpretava a una jove amb un problema d'autisme greu.
L'actriu va ajudar a llançar el Project Futures Somaly Mam Foundation (2011), un programa que lluita per evitar i acabar amb el tràfic de persones i l'esclavatge sexual al sud-est asiàtic. També va aparèixer als videoclips How to Save a Life (The Fray) i She Doesn't Get It (The Format).

## Filmografia

### Cinema
| Any  | Títol               | Paper           | Comentaris   |
| ---- | ------------------- | --------------- | ------------ |
| 2006 | Web Journal Now     | Janet           | Curtmetratge |
| 2007 | Spoonfed            | Bridgette       | Curtmetratge |
| 2009 | El jugador (Gamer)  | 2Katchapredator |              |
| 2011 | Fly Away            | Mandy           |              |
| 2012 | Struck by Lightning | Vicki Jordan    |              |
| 2012 | Sassy Pants         | Bethany Pruitt  |              |
| 2014 | Behaving Badly      | Kristen Stevens |              |
| 2014 | At the Devil's Door | Girl            |              |
| 2014 | A Haunted House 2   | Becky           |              |
| 2015 | The Outskirts       | Virginia        |              |

### Televisió
| Any          | Títol                               | Paper                 | Comentaris                                               |
| ------------ | ----------------------------------- | --------------------- | -------------------------------------------------------- |
| 2006         | Everybody Hates Chris               | Noia                  | Episodi: "Everybody Hates Superstition"                  |
| 2007         | American Family                     | Julia Bogner          | Pilot no venut d'ABC                                     |
| 2007         | CSI: NY                             | Lindsay Monroe jove   | Episodi: "Sleight Out of Hand"                           |
| 2007         | Zoey 101                            | Molly Talbertsen      | Episodi: "Dance Contest"                                 |
| 2007         | Ugly Betty                          | Sharra                | 2 episodis                                               |
| 2008–2009    | One Tree Hill                       | Samantha "Sam" Walker | 19 episodis                                              |
| 2008         | Entourage                           | Candice               | Episodi: "The All Out Fall Out"                          |
| 2010         | Outlaw                              | Tracy Vidalin         | Episodi: "In Re: Tracy Vidalin"                          |
| 2011–present | Awkward                             | Jenna Hamilton        | Protagonista Ha dirigit el 2n episodi de la 4ª temporada |
| 2011         | When I Was 17                       | Ella mateixa          | Episodi: "Heidi Klum, Ashley Rickards, Wyclef Jean"      |
| 2011         | American Horror Story: Murder House | Chloe Stapleton       | 2 episodis                                               |

## Premis i nominacions
| Any  | Premi                               | Categoria                             | Pel·lícula | Resultat   |
| ---- | ----------------------------------- | ------------------------------------- | ---------- | ---------- |
| 2011 | Arizona International Film Festival | Millor actuació                       | Fly Away   | Guanyadora |
| 2012 | Critics' Choice Television Award    | Millor actriu en una sèrie de comèdia | Awkward    | Candidata  |
| 2012 | Teen Choice Award                   | Estrella de TV de l'estiu: femení     | Awkward    | Candidata  |